# Gandia
Gandia é um município da província de Valência, na Comunidade Valenciana, Espanha. Tem 60,8 km² de área e em 2021 tinha 75 970 habitantes (densidade: 1 249,5 hab./km²). É capital da comarca de Safor, situando-se muito perto da costa, nas margens do rio Serpis.

## Geografia
Situa-se numa localização privilegiada junto do mar Mediterrâneo, com magníficas praias de areia dourada: a de Ahuir, com setor nudista incluído, a de Venecia, a Norte, e a de Rafalcaíd. Atrás fica a montanha Montdúver (841 m) e o vale do Serpis.

### Clima
O clima de Gandia é um clima mediterrâneo da zona este de Espanha, propício e ideal para a prática de actividades desportivas ao ar livre.
Durante o inverno as temperaturas são amenas, mas poderão encontrar-se alguns dias extremamente frios, mas tal não é comum. As chuvas são mais frequentes no outono, ou seja, entre os meses de Outubro e Dezembro.
O calor intenso verifica-se durante os meses de junho e julho, com dias em que o termómetro sobe de longe acima dos 30 graus Celsius.
Os dias são longos e Gandia conta em média com mais de 300 dias de sol por ano.

## Economia
O setor económico principal de Gandia é o turismo, que faz do concelho uma potência do ramo, e, como consequência arrasta serviços e o setor imobiliário.

## História
As grutas paleolíticas de Parpalló e as de Meravelle mostram os restos dos mais antigos povoamentos da zona. Também está constatada a passagem dos iberos e dos romanos.

## Demografia
| Variação demográfica do município entre 1991 e 2006 | Variação demográfica do município entre 1991 e 2006 | Variação demográfica do município entre 1991 e 2006 | Variação demográfica do município entre 1991 e 2006 |
| --------------------------------------------------- | --------------------------------------------------- | --------------------------------------------------- | --------------------------------------------------- |
| 1991                                                | 1996                                                | 2001                                                | 2006                                                |
| 51 806                                              | 56 555                                              | 59 850                                              | 77 943                                              |